# Norsjø
Norsjø is een meer in de provincie Telemark in het zuiden van Noorwegen.
Het meer heeft een oppervlakte van circa 55 km² en ligt 15 meter boven zeeniveau. Veel rivieren in Telemark monden uit in het Norsjø-meer dat het water verder stuurt in de Skien rivier. Het maakt onderdeel uit van het Telemarkkanaal.
Sauherad en Ulefoss liggen aan het meer. Grootste stad is Skien. Verkeer en vervoer verlopen via de RV 36.